# Đội tuyển bóng đá quốc gia Tiệp Khắc
Đội tuyển bóng đá quốc gia Tiệp Khắc là đội tuyển bóng đá cấp quốc gia của Tiệp Khắc, nay đã tách thành Cộng hòa Séc và Slovakia (đội tuyển bóng đá của 2 quốc gia này là Cộng hòa Séc và Slovakia). Đội tuyển chịu sự quản lý của Hiệp hội bóng đá Tiệp Khắc từ năm 1922 đến năm 1993. Tiệp Khắc từng 2 lần vào chung kết giải vô địch bóng đá thế giới (1934, 1962) và 1 lần vô địch châu Âu (1976).
Vào thời điểm Tiệp Khắc giải thể vào cuối năm 1992, đội đang tham dự vòng loại thứ 4 của UEFA cho  World Cup 1994. Cả hai đội tuyển Cộng hòa Séc và Slovakia được công nhận là đội kế thừa của đội tuyển Tiệp Khắc.

## Danh hiệu
- Vô địch thế giới: 0

Á quân: 1934; 1962
- Vô địch châu Âu: 1

Vô địch: 1976
Á quân: 1960; 1980
- Bóng đá nam tại Olympic:

 1980
 1964

## Giải vô địch bóng đá thế giới
| Năm           | Thành tích               | Thứ hạng*                | Số trận                  | Thắng                    | Hòa**                    | Thua                     | Bàn thắng                | Bàn thua                 |
| ------------- | ------------------------ | ------------------------ | ------------------------ | ------------------------ | ------------------------ | ------------------------ | ------------------------ | ------------------------ |
| 1930          | Không tham dự            | Không tham dự            | Không tham dự            | Không tham dự            | Không tham dự            | Không tham dự            | Không tham dự            | Không tham dự            |
| 1934          | Á quân                   | 2                        | 4                        | 3                        | 0                        | 1                        | 9                        | 6                        |
| 1938          | Tứ kết                   | 5                        | 3                        | 1                        | 1                        | 1                        | 5                        | 3                        |
| 1950          | Không tham dự            | Không tham dự            | Không tham dự            | Không tham dự            | Không tham dự            | Không tham dự            | Không tham dự            | Không tham dự            |
| 1954          | Vòng 1                   | 14                       | 2                        | 0                        | 0                        | 2                        | 0                        | 7                        |
| 1958          | Vòng 1                   | 9                        | 4                        | 1                        | 1                        | 2                        | 9                        | 6                        |
| 1962          | Á quân                   | 2                        | 6                        | 3                        | 1                        | 2                        | 7                        | 7                        |
| 1966          | Không vượt qua vòng loại | Không vượt qua vòng loại | Không vượt qua vòng loại | Không vượt qua vòng loại | Không vượt qua vòng loại | Không vượt qua vòng loại | Không vượt qua vòng loại | Không vượt qua vòng loại |
| 1970          | Vòng 1                   | 15                       | 3                        | 0                        | 0                        | 3                        | 2                        | 7                        |
| 1974 đến 1978 | Không vượt qua vòng loại | Không vượt qua vòng loại | Không vượt qua vòng loại | Không vượt qua vòng loại | Không vượt qua vòng loại | Không vượt qua vòng loại | Không vượt qua vòng loại | Không vượt qua vòng loại |
| 1982          | Vòng 1                   | 19                       | 3                        | 0                        | 2                        | 1                        | 2                        | 4                        |
| 1986          | Không vượt qua vòng loại | Không vượt qua vòng loại | Không vượt qua vòng loại | Không vượt qua vòng loại | Không vượt qua vòng loại | Không vượt qua vòng loại | Không vượt qua vòng loại | Không vượt qua vòng loại |
| 1990          | Tứ kết                   | 6                        | 5                        | 3                        | 0                        | 2                        | 10                       | 5                        |
| 1994          | Không vượt qua vòng loại | Không vượt qua vòng loại | Không vượt qua vòng loại | Không vượt qua vòng loại | Không vượt qua vòng loại | Không vượt qua vòng loại | Không vượt qua vòng loại | Không vượt qua vòng loại |
| Tổng cộng     | 8/13                     | 2 lần á quân             | 30                       | 11                       | 5                        | 14                       | 44                       | 45                       |

*Thứ hạng không chính thức dựa trên vòng đấu mà đội bóng lọt vào và điểm số đạt được so với các đội bóng cùng vào một vòng đấu.
**Tính cả các trận hòa ở các trận đấu loại trực tiếp phải giải quyết bằng sút phạt đền luân lưu.

## Giải vô địch bóng đá châu Âu
| Năm           | Thành tích               | Số trận                  | Thắng                    | Hòa                      | Thua                     | Bàn thắng                | Bàn thua                 |
| ------------- | ------------------------ | ------------------------ | ------------------------ | ------------------------ | ------------------------ | ------------------------ | ------------------------ |
| 1960          | Hạng ba                  | 2                        | 1                        | 0                        | 1                        | 2                        | 3                        |
| 1964 đến 1972 | Không vượt qua vòng loại | Không vượt qua vòng loại | Không vượt qua vòng loại | Không vượt qua vòng loại | Không vượt qua vòng loại | Không vượt qua vòng loại | Không vượt qua vòng loại |
| 1976          | Vô địch                  | 2                        | 1                        | 1                        | 0                        | 5                        | 3                        |
| 1980          | Hạng ba                  | 4                        | 1                        | 2                        | 1                        | 5                        | 4                        |
| 1984 đến 1992 | Không vượt qua vòng loại | Không vượt qua vòng loại | Không vượt qua vòng loại | Không vượt qua vòng loại | Không vượt qua vòng loại | Không vượt qua vòng loại | Không vượt qua vòng loại |
| Tổng cộng     | 1 lần vô địch            | 8                        | 3                        | 3                        | 2                        | 12                       | 10                       |

## Cầu thủ nổi tiếng
| - Jozef Adamec - Josef Bican - Jaroslav Burgr - Ferdinand Daučík - Karol Dobiáš - Koloman Gögh - Ladislav Kubala - Andrej Kvašňák - Josef Masopust - Zdeněk Nehoda - Oldřich Nejedlý - Ladislav Novák | - Anton Ondruš - Antonín Panenka - Karel Pešek - František Plánička - Svatopluk Pluskal - Ján Popluhár - Antonín Puč - Viliam Schrojf - Josef Silný - Tomáš Skuhravý - Ivo Viktor - Ladislav Vízek |

## Trang phục thi đấu
| 1934–1976 | 1950–1967 (away) | 1980–1989 | 1990 Home | 1990 Away | 1992–93 Away |